# Port lotniczy Zweibrücken
Port lotniczy Zweibrücken – port lotniczy w Zweibrücken, w Nadrenii-Palatynacie, w Niemczech. 3 listopada 2014 wszystkie loty zostały zlikwidowane i w tym samym miesiącu port lotniczy został zamknięty z powodu braku pieniędzy na loty na zbliżający się sezon zimowy i na operacje lotnicze.

## Linie lotnicze i połączenia
Połączenia lotnicze zostały zlikwidowane 3 listopada 2014 ze względu na brak finansowania dotyczących lotów na zbliżający się sezon zimowy. Port lotniczy miał być używany na loty zaplanowane i czarterowe nad Morze Śródziemne. Wznowienia usług na sezon wakacyjny 2015 nie ogłoszono, kiedy wszystkie linie lotnicze, które latały z i do tego lotniska w Zweibrücken przeniosły swoje trasy na lotnisko w  Saarbrücken. We wrześniu 2014, TUIfly ogłosił zamknięcie swojej bazy w Zweibrücken z dniem 8 listopada 2014 i zdecydowała się na finansowe wsparcie i gwarantował nieprzerywanie operacji lotniczych aż do końca ich letniego rozkładu w listopadzie 2014. Kolejna linia lotnicza, Pegasus Airlines przerwał planowe sezonowe loty do Stambułu 29 września 2014 i planował wznowić na 2015 rok. Niewiele było innych letnich lotów czarterowych i postanowiły wprowadzić loty w sezonie letnim 2015 z lotniska i na lotnisko w Saarbrücken. Ostatni zaplanowany lot z tego lotniska odbył się 3 listopada 2014 o godzinie 13:40 na Fuerteventurę z linią TUIfly. Najbliższy inny międzynarodowy port lotniczy znajduje się w Saarbrücken.